# Štrihovec
Štrihovec je naselje v Občini Šentilj.